# 真珠の首飾り戦略

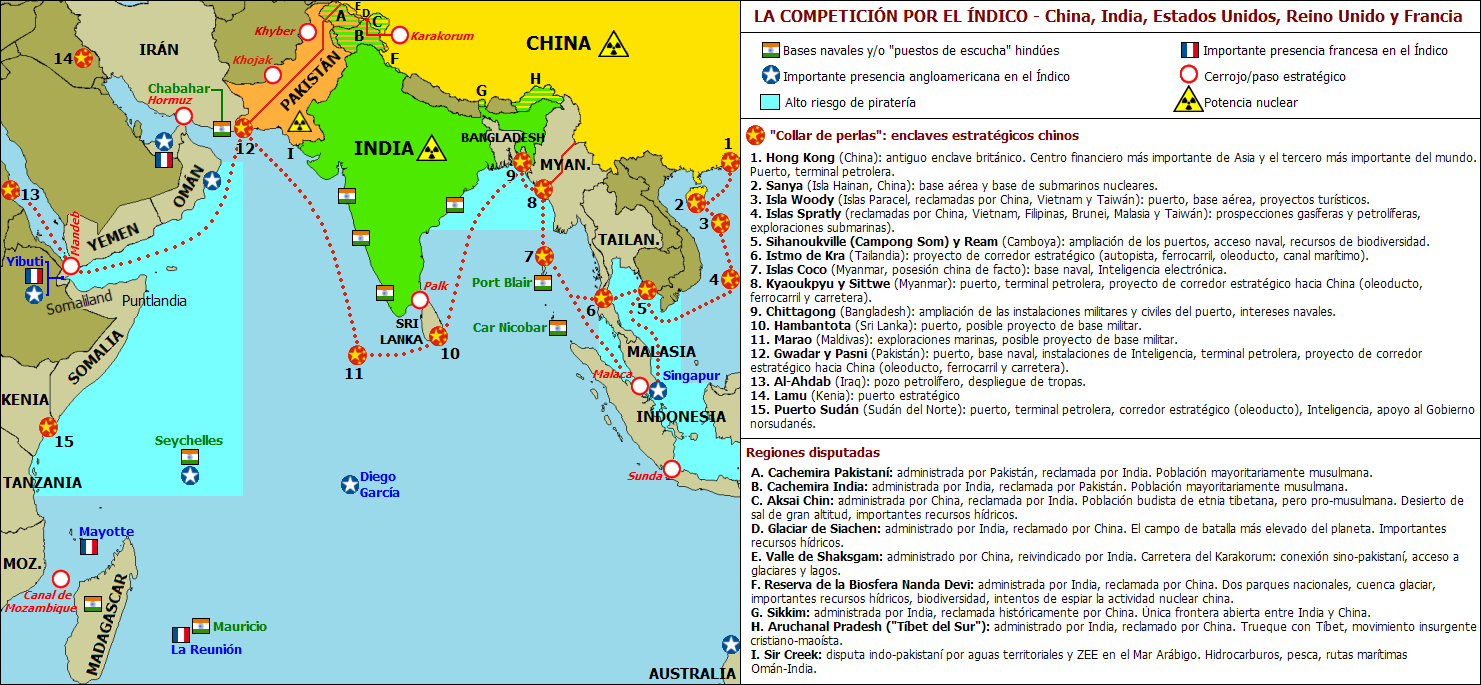
真珠の首飾り作戦の関連地図。赤丸が中国の、青丸がアメリカのプレゼンスや基地を表している。

真珠の首飾り戦略（しんじゅのくびかざりせんりゃく、英語: String of Pearls）とは、中華人民共和国の海上交通路戦略である。

## 概要
古くからシルクロードの一部であったインド洋の海路は、近代中国初の外洋海軍を目指す中国人民解放軍海軍が戦略的な関心を持っている戦略的チョークポイントであるバブ・エル・マンデブ海峡、マラッカ海峡、ホルムズ海峡、ロンボク海峡などを通っている。この表現はアメリカ国防総省部内報告書の"Energy Futures in Asia"で使われていた。
"真珠の首飾り"は中国の南シナ海、マラッカ海峡、インド洋、ペルシャ湾までの港と空港へのアクセスの増加のための努力、特殊な外交関係の構築、近代化した軍事力の伸張を通した地勢的な影響力の向上の兆候を表している。—Christopher Pehrson、
中国の国家主席胡錦濤は中国の海軍戦略のゴールを「調和の海」、「中国は覇権を求めないし、他国との軍事力拡大や軍拡競争も求めない」としている。しかし、いくらかのインド人は真珠の首飾りはインドを軍事的な不利益に押し込めると感じており、これに対するインドの大戦略の喪失は中国にインド洋沿岸諸国との関係の拡大を許していると考えている。

## エネルギー安全保障
香港からポートスーダンまでの海上交通路は中国の未来のエネルギー安全保障に関する論争の原因となっている。中国は世界最大級の石油消費国・石油輸入国である。中央アジアでは新グレート・ゲームと呼ばれる、米英やNATO諸国と、中露陣営による中央アジアの油田やガス田の利権をめぐる争いがある。西部大開発を掲げた中国は2009年にカザフスタン・中国間石油パイプラインと中央アジア・中国間ガスパイプラインの建設を完了している。このパイプラインは中国カザフスタン国境から北カスピ海まで伸びている。このパイプラインの建設によって中央アジアの油田やガス田から石油が送られるようになった。中央アジアの地形が険しく、アクセスしにくい領域やアルカーイダなどのテロリストの存在は石油やガスのパイプライン輸送に障害となっている。9・11以降、中央アジアには米軍が駐留する一方で中央アジアは上海協力機構加盟国でもあり、アフガニスタンでの米軍の数の増強は中露にとって安全保障上懸念材料であり、ロシアとグルジアの南オセチア紛争はバクー・トビリシ・ジェイハンパイプラインを危機に陥らせている。中央アジアの軍事的成長の障壁に対抗するために、中国はパキスタンのグワーダルに大規模深水港の建設を始めており、これは中国がインド洋やペルシャ湾での海軍作戦の戦略的な足がかりを得るために期待されている。この港はアフガニスタンを通る中央アジアのガス田へのパイプラインの下流ハブとしても働く。
また、アフリカ西部から15%の石油を輸入しており、スーダンにとっては2つの石油生産企業の最大株主で石油の最大輸出相手国であり、イランでは油田やガス田を開発するために長期契約を行っている。
2007年にダルフール紛争でアフリカ連合とスーダンのオマル・アル＝バシール政権に影響力を持つ中国の主導により国際連合アフリカ連合ダルフール派遣団が編制され、2008年にはソマリア沖の海賊に対して中国人民解放軍海軍の艦隊を派遣して建軍以来初の実任務外洋遠征（中華人民共和国のソマリア沖海賊対策）を行い、中国の外交方針はより直接的なアプローチへとシフトしており、2011年には中国に打診してきたセーシェルにも軍事拠点を設けることを検討し始め、2016年にPKOの補給を理由にジブチに初の海外基地を設置することになった。

## 軍事施設

### 南シナ海
ダビッド・エシェルは香港ではなく、中国の海南島の海軍基地を真珠の首飾りの最初の地点としている。また、永興島には航空基地も存在する。

### インド洋
中国はギリシャ、イスラエル、モロッコ、スペイン、イタリア、ベルギー、コートジボワール、エジプト、パナマなど世界各国で港湾の獲得を推し進めており、インド洋ではモルディブのマラオ、パキスタンのグワーダル、バングラデシュのチッタゴン、ミャンマーのシットウェ、カンボジアのシアヌークビル、オマーンのドゥクム、カタールのハマド、タンザニアのバガモヨ、ケニアのラム、スリランカのハンバントタ、オーストラリアのダーウィンなどの港に中国は影響力を持つ。
ヘリテージ財団のDean Chengはアメリカはインド洋での中国の影響に対抗するためにインドと協力する必要があると述べている。
学術誌Asian Securityの2011年の夏の記事で、海軍分析センターのNilanthi Samaranayakeは初めて中国とスリランカの経済、軍事、外交の体系的な分析を実施した。スリランカのハンバントタ港も議論された。
Daniel Kosteckaはインド洋の基地は軍事インフラがなく、戦時に守りにくいため純粋に商業的なものであると主張している。